# 宗村完治
宗村 完治（むねむら かんじ、1932年（昭和7年）10月26日 - 1983年（昭和58年）3月25日）は、日本の実業家、教育者。平田紡績第6代社長、富洲園住宅団地の建設者、学校法人暁学園第2代理事長。三重県四日市市平町出身。

## 年譜

### 家系
1932年（昭和7年）に三重郡富洲原町の平田家（富田一色七軒本町）から宗村家（松原平町）に養子に入った宗村佐信の長男として誕生した。祖父は三重郡会議員と三重郡富洲原村会議員の2代目平田佐次郎である。曾祖父は平田紡績の創業者の初代平田佐次郎である。（義理の）養祖父は平田紡績の番頭職を長年務めた桑名藩の武士の家柄だった宗村家当主の宗村千代治。伯父は宗村完治が誕生した時に平田紡績4代目社長であり、戦後四日市市長となった平田佐矩。
平田紡績3代目社長の平田佐十郎も伯父であり、大日本帝国陸軍軍人で詩人・彫刻家・芸術家の平田佐貞も叔父である。四弟は暁学園第3代理事長の宗村南男。戦時中に四日市市立富洲原小学校（四日市市立富洲原国民学校）に通う。その後慶應義塾中等部（同窓会で消息不明者となっている）・慶應義塾高等学校を卒業した。

### 家督相続以前
慶應義塾大学法学部政治学科卒業後の1959年（昭和34年）4月に、愛知県名古屋市の商社の綾羽紡績株式会社に勤めるサラリーマンとなったが、1960年（昭和35年）に平田紡績株式会社に入社して平田紡績の取締役に就任。
1975年（昭和50年）8月29日に父で平田紡績前社長の宗村佐信が死亡、その合同葬儀の喪主となり、宗村家を相続すると共に平田紡績第6代社長に就任した。同年9月から1978年（昭和53年）5月までの期間の2年9ヵ月の期間に、教育者として学園の経営に励むために、第2代学校法人暁学園理事長に就任した。

### 平田紡績の経営者・暁学園の教育者
- 日常では「自分も今日あるのは、すべての人々のおかげ」と「感謝」の言葉を座右の銘として、生来の指導者として、暖かい思いやりと慎重な判断によって人々の敬愛を一身に集めた。副理事長で四弟の宗村南男と共に父宗村佐信の遺業を受け継ぎ暁学園の経営に宗村家の兄弟で取り組んだ。
- 平田紡績の経営者として、平田紡績に不動産事業部を新設して富洲園団地を建設した。天ヶ須賀地区の人口を増加させる住宅団地の大規模開発を実施した。1978年（昭和53年）に四日市市富洲原地区の天ヶ須賀本町自治会にあった平田家が大地主として所有していた四日市漁網工場と富洲原工場の生産量を減少させて、平田家が先祖代々所有していた工場用地を放棄して規模を縮小した。バブル経済の進行で昭和50年代から不動産価格が向上したことから、不動産を賃貸して利益を得る住宅を開発する事業によって、平田紡績の赤字体質の改善を目指して、四日市の富洲原第2工場の用地（住吉町側の南半分）を住宅団地の富洲園自治会として不動産売却した。
- 1981年（昭和56年）10月に、工業用の機械を製造する会社の「平田工機株式会社」（現在はオークキャピタルの連結子会社となっている）を設立した。
- 1978年（昭和53年）に暁学園の理事長職を末弟の宗村南男に譲り、平田紡績社長として責務に専心したが、1983年（昭和58年）3月25日に急性心不全のため急逝した。享年50歳。弟の宗村明夫が平田紡績の社長代行職となった後、7代目平田紡績社長に就任した。
- 平田紡績は宗村完治が行った、富洲園団地として四日市第2工場の跡地を賃貸する不動産事業が裏目に出て、地産グループ総帥の竹井博友による不動産目的の企業買収となった。富州園団地の不動産事業が四日市市天ヶ須賀の平田紡績工場の跡地に高層マンションを建設する事業構想のため、株式の大量購入により平田紡績を乗っ取って買収をするきっかけとなった[1]。

## 人物像
- 信条は誠実と公正である。
- 性格は温厚堅実な人柄で、言動も慎重で、事業や人生観の正しい見識を持っていると評された[2]。